# Dragomlja vas
Dragomlja vas este o localitate din comuna Metlika, Slovenia, cu o populație de 103 locuitori.